# François Gérard
François-Pascal Simon, baron Gérard (4. května 1770 v Římě – 11. ledna 1837 v Paříži) byl francouzský malíř.

## Život
Gérard byl synem Francouze a Italky a již od dětství žil v Paříži. Tam se stal žákem sochaře Augustina Pajou a malíře Jacquesa Louise Davida, který jej roku 1791 jmenoval svým asistentem.
Politicky byl velmi flexibilní, což mu umožnilo pracovat pro představitele všech směrů Francouzské revoluce, pro Napoleona, který jej jmenoval dvorním malířem a následně i pro Bourbony. David mu zajistil vlivné místo člena revolučního tribunálu, kteréhož zasedání se Gerard nikdy neúčastnil s opakovaným oznámením údajné nemoci. Roku 1819 byl Gerard za svůj obraz Příjezd Jindřicha IV. do Paříže králem Ludvíkem XVIII. povýšen do šlechtického stavu s titulem baron. Stal se dvorním malířem a obdržel kříž Čestné legie.

## Dílo

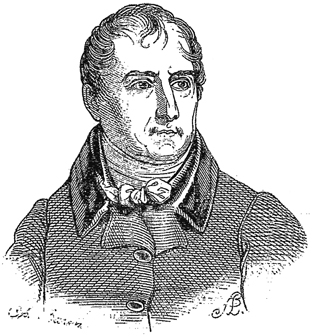
François Gérard

Gérard maloval převážně mytologické a historické obrazy v neoklasicistním stylu, který převzal od Davida, který ale obohatil zasněným, někdy i tajemným výrazem. Jako dvorní malíř Napoleona a Bourbonů jsou četné jeho portréty čelných státních a vojenských činitelů císařství a monarchie. Portrétoval však i hojně své přátele a příbuzné. Lze jej označit za nejoblíbenějšího portrétistu empiru.
- Isabey a jeho dcera (Paříž, Musée du Louvre), 1795, olej na plátně, 195×130 cm
- Amor a Psyche (Paříž, Musée du Louvre), 1798, olej na plátně, 186×132 cm
- Královna Hortensie (soukromý majetek), olej n plátně, 66×56 cm
- Joachim Murat (Neapol, Museo di San Martino), 1800-10, olej na plátně, 218x141 cm
- Ossian na břehu Lory probouzí zvukem své harfy duchy (Hamburg, Kunsthalle), po r. 1801, olej na plátně, 184,5x194,5 cm
- Madame Récamierová (Paříž, Musée Carnavalet), 1802, olej na plátně, 225×145 cm
- Madame Tallienová (soukr. majetek), 1804, olej na plátně, 200×110 cm
- Moritz Christian hrabě Fries a jeho rodina (Vídeň, Rakouská galerie),kol 1805, olej na plátně, 223x163,5 cm
- Napoleon v korunovačním rouchu (zámek Fontainbleau), 1805, olej na plátně, 225x147 cm
- Markýz de Caulaincourt, vévoda z Vicenzy (soukromý majetek),olej na plátně, 80×74 cm
- Marie-Julie Bonaparte se svými dvěma dcerami Charlottou a Zénaidou (Dublin, National Gallery of Ireland), 1808-09, olej na plátně, 200x144 cm
- Markýza Viscontiová (Paříž, Musée du Louvre), 1810, olej na plátně, 224×144 cm
- Desirée Claryová (Paříž, Musée Marmottan), 1810, olej na plátně
- Marie Luisa a král římský (zámek Versailles), 1813, olej na plátně, 240x162 cm
- Korunovace Karla X. (Chartres, Musée des Beaux Arts), 1827, olej na plátně, 514×972 cm
- Svatá Tereza (Paříž, nemocnice Marie-Terezy), 1827, olej na plátně , 172x93 cm

## Galerie

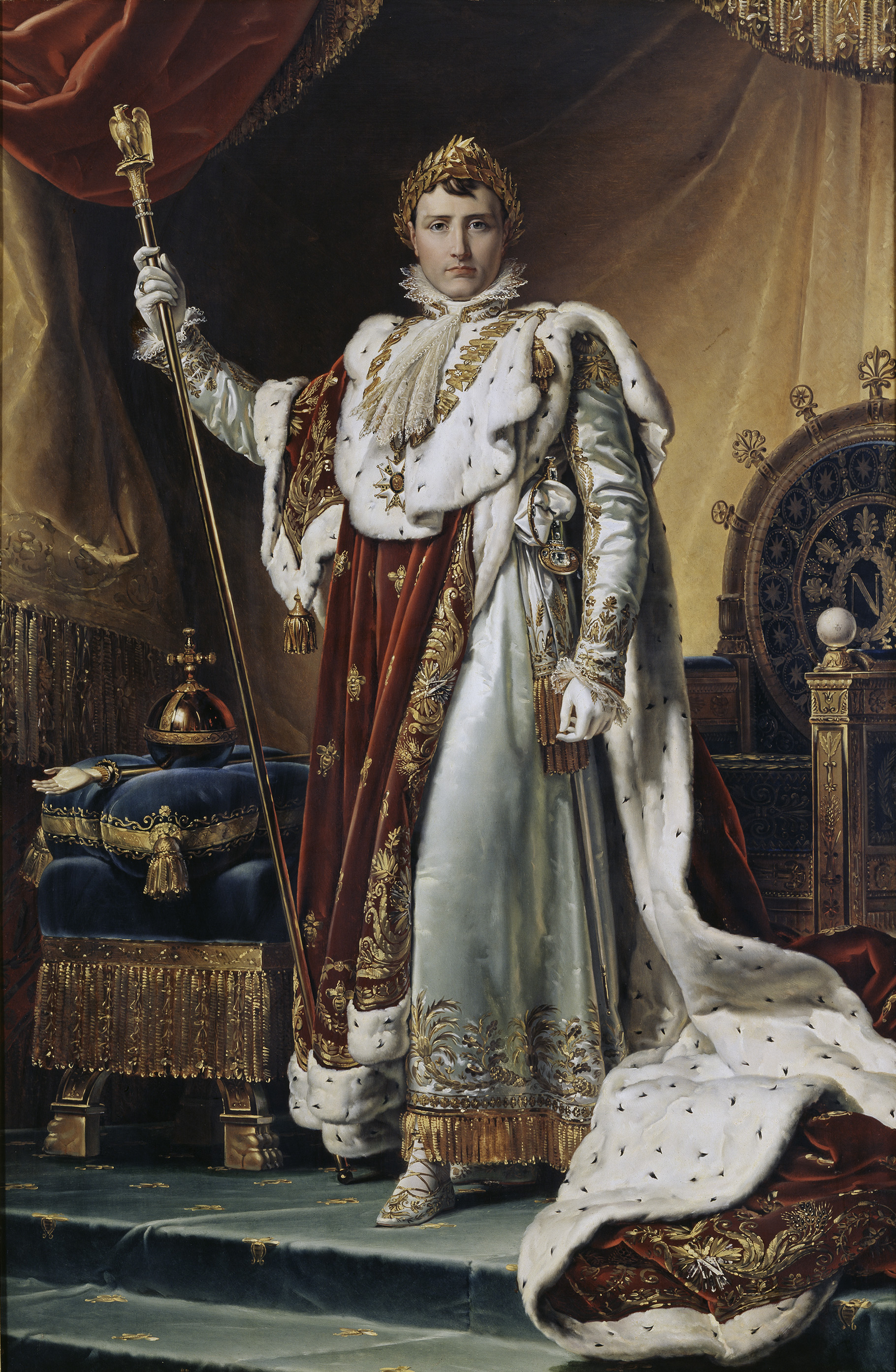
Napoleon v korunovačním rouchu
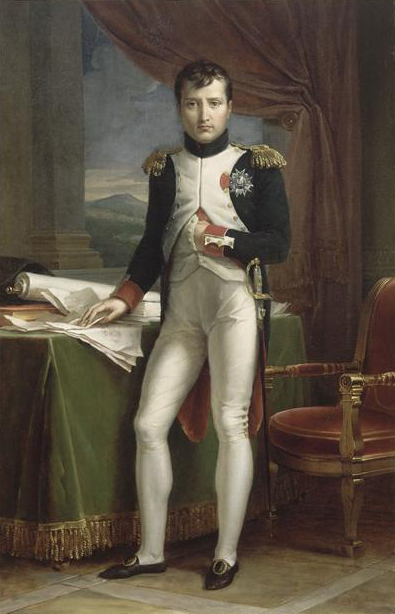
Napoleon I. v uniformě plukovníka
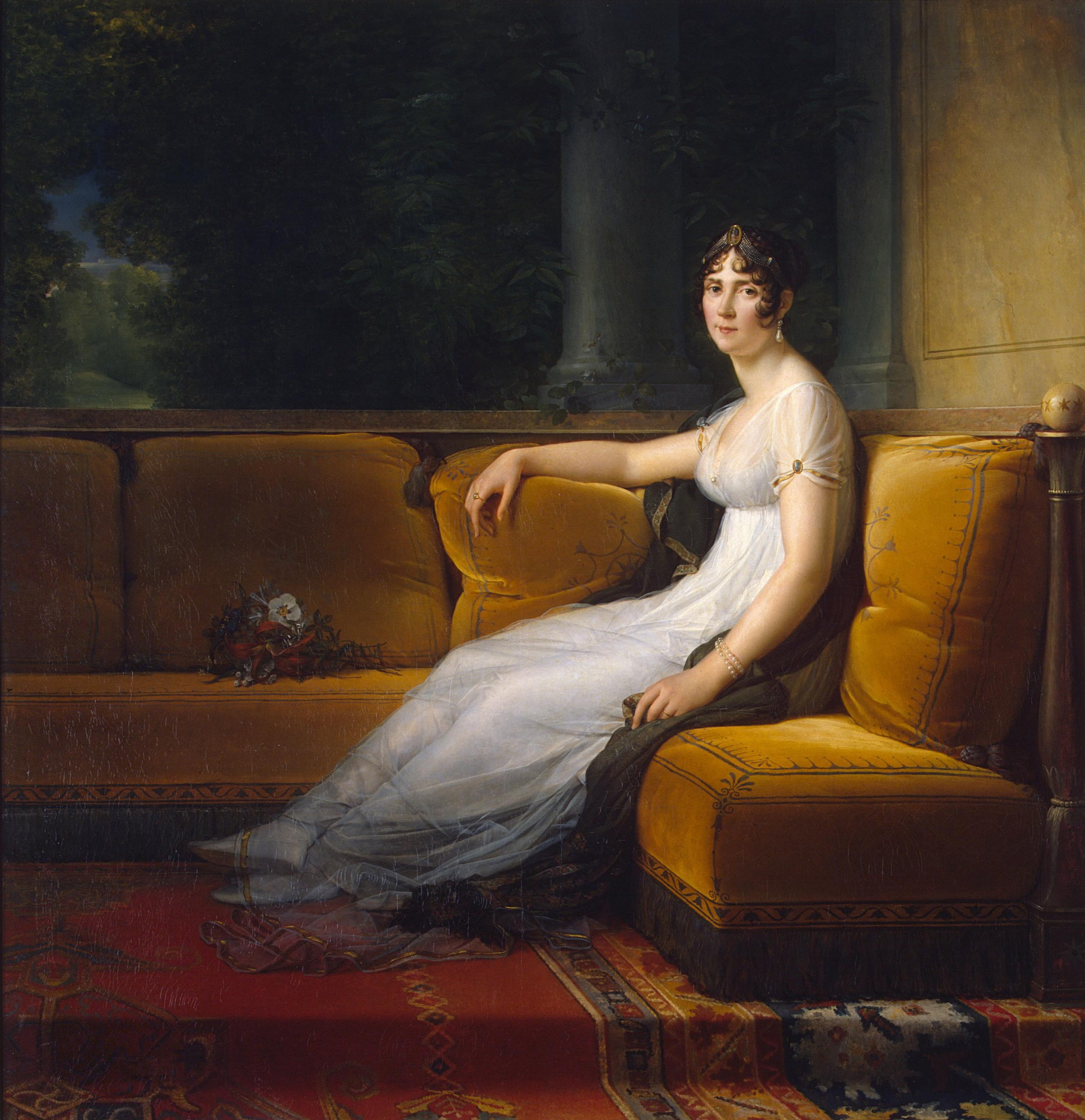
Císařovna Josephina
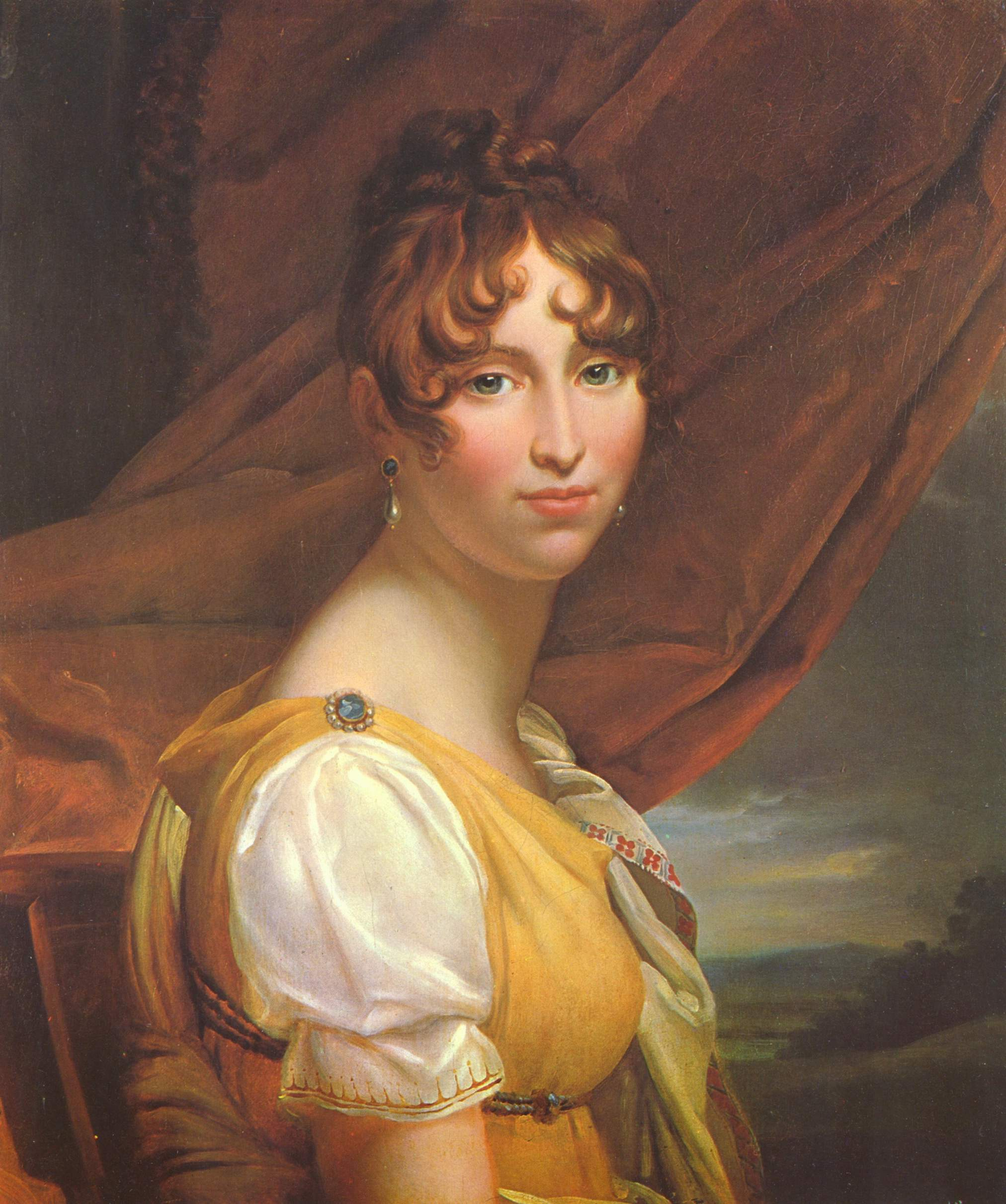
Královna Hortensie
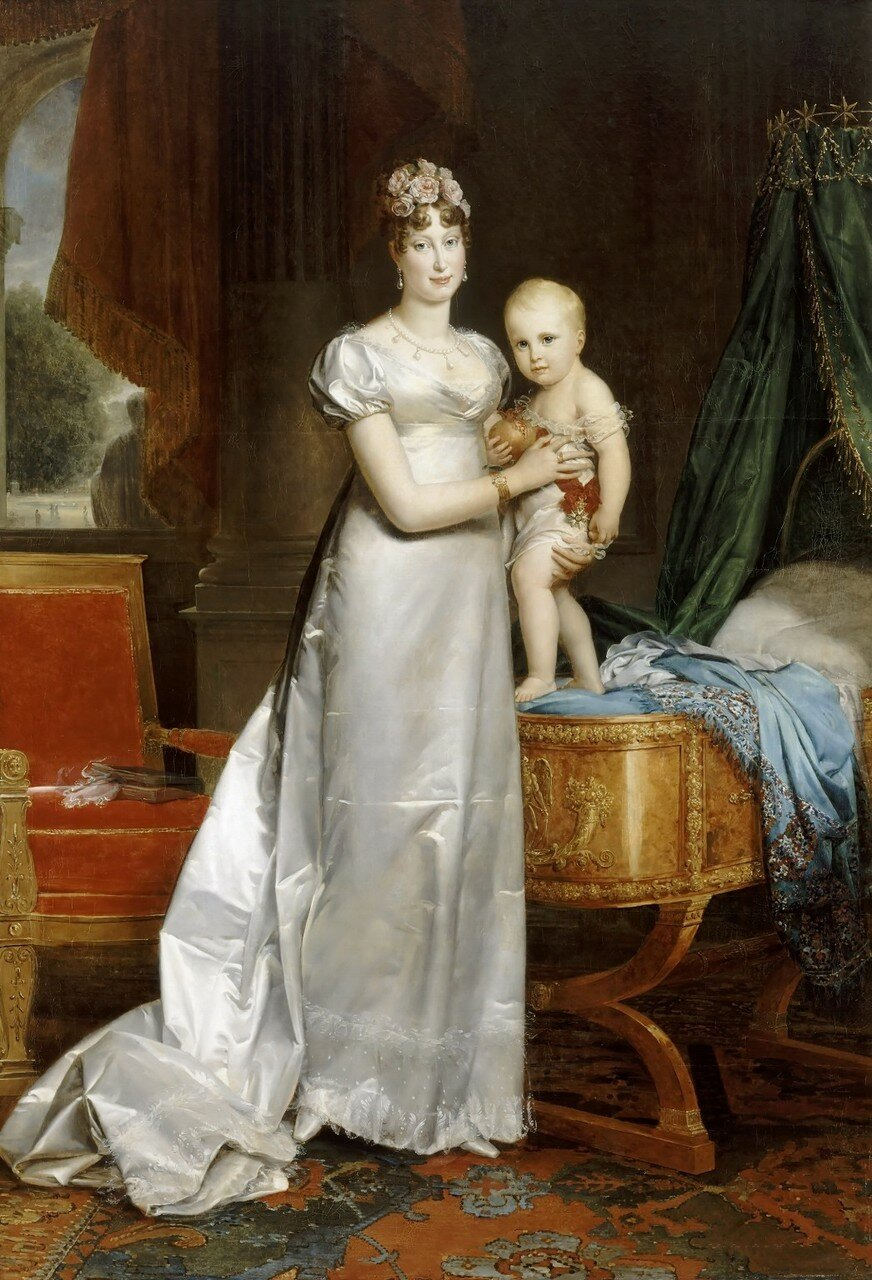
Marie Luisa a král římský
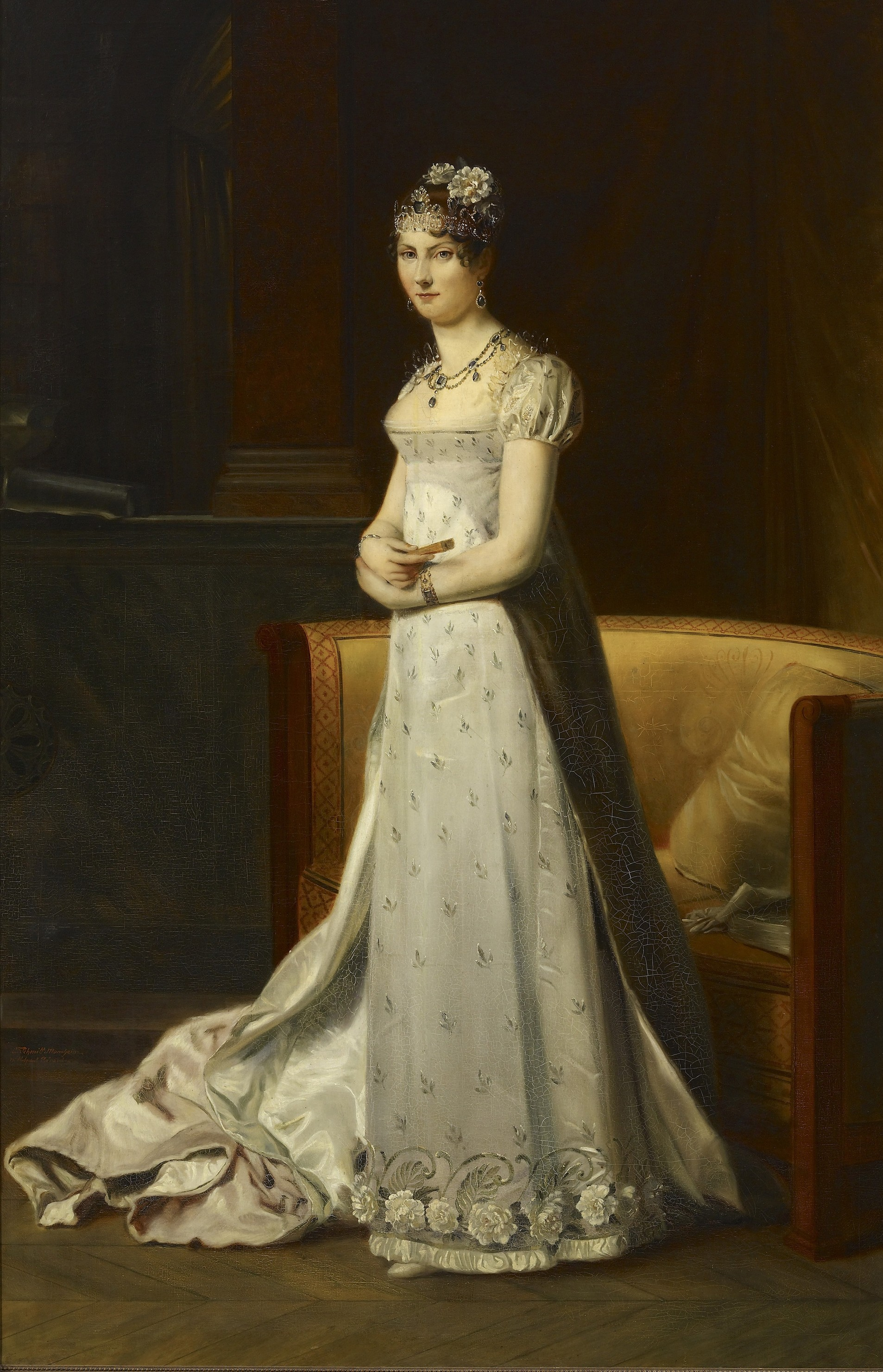
Stéphanie de Beauharnais
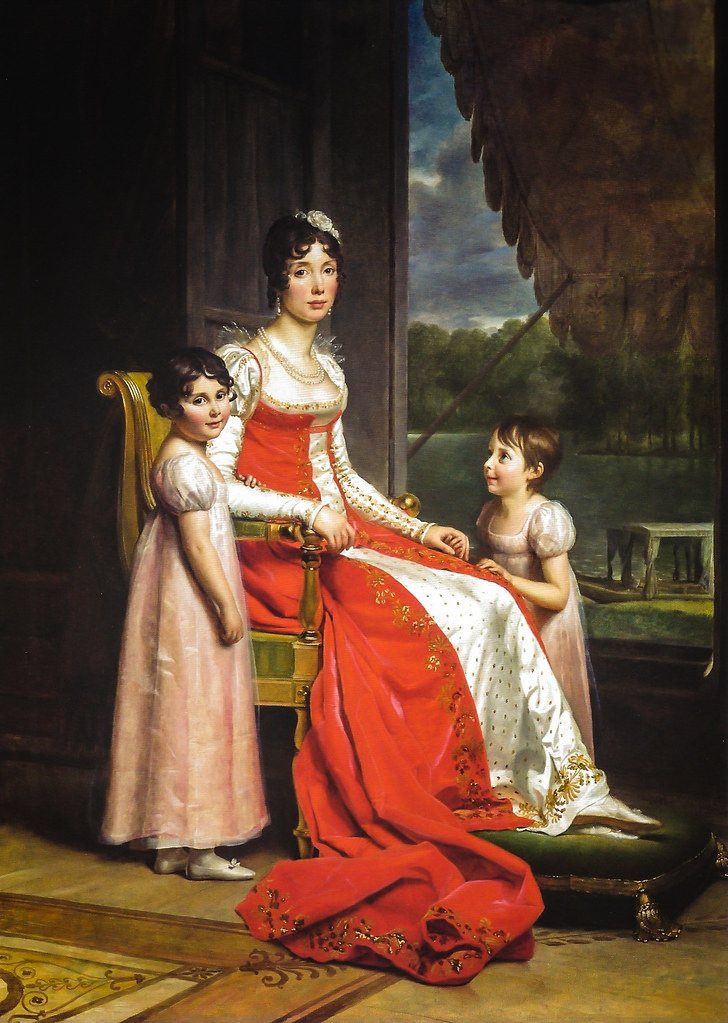
Julie Clary (Marie-Julie Bonaparte)
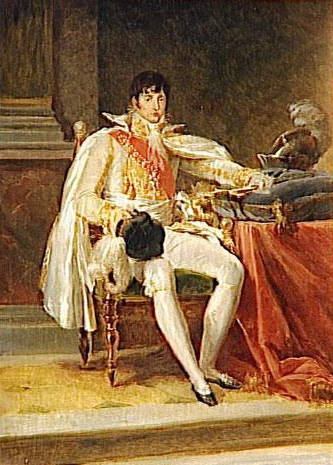
Louis Bonaparte
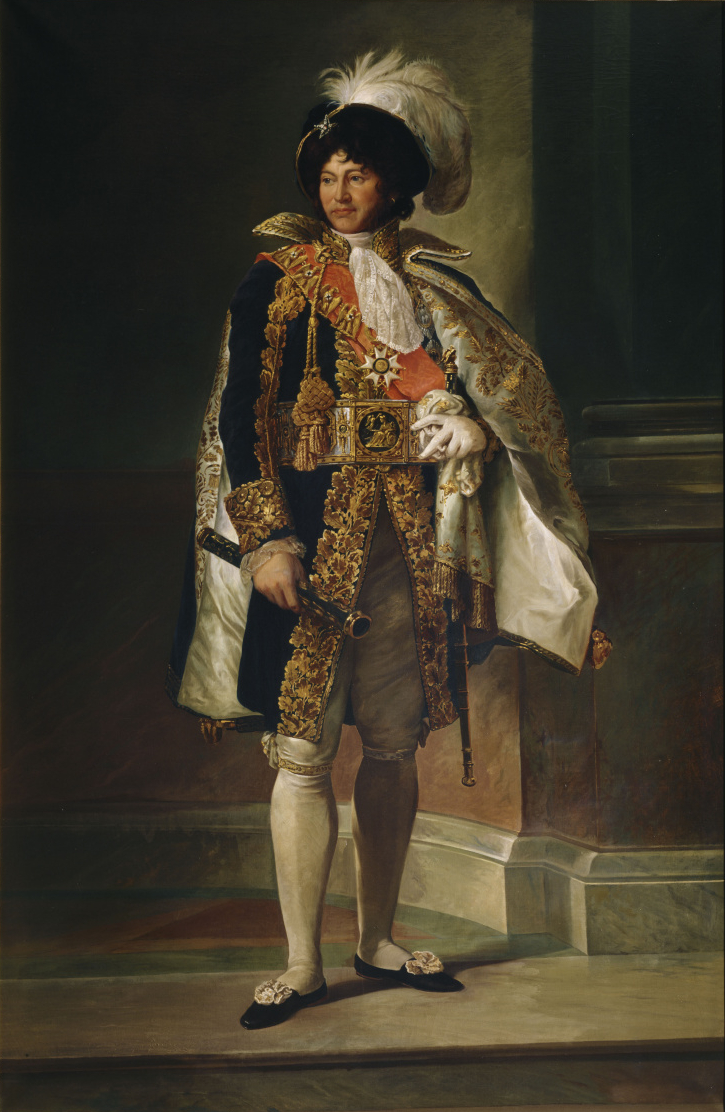
Joachim Murat
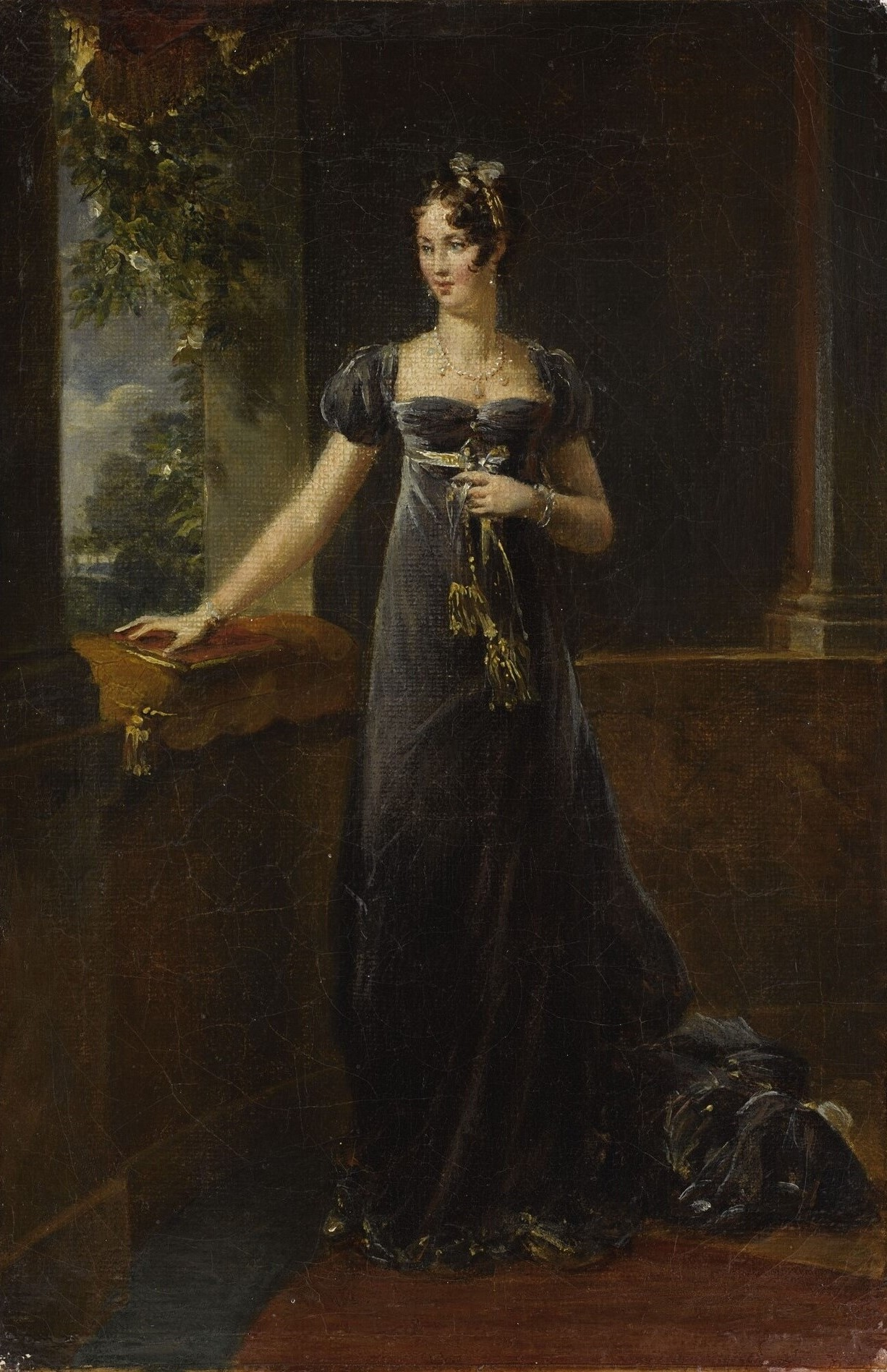
Auguste Amalia Ludovika von Bayern
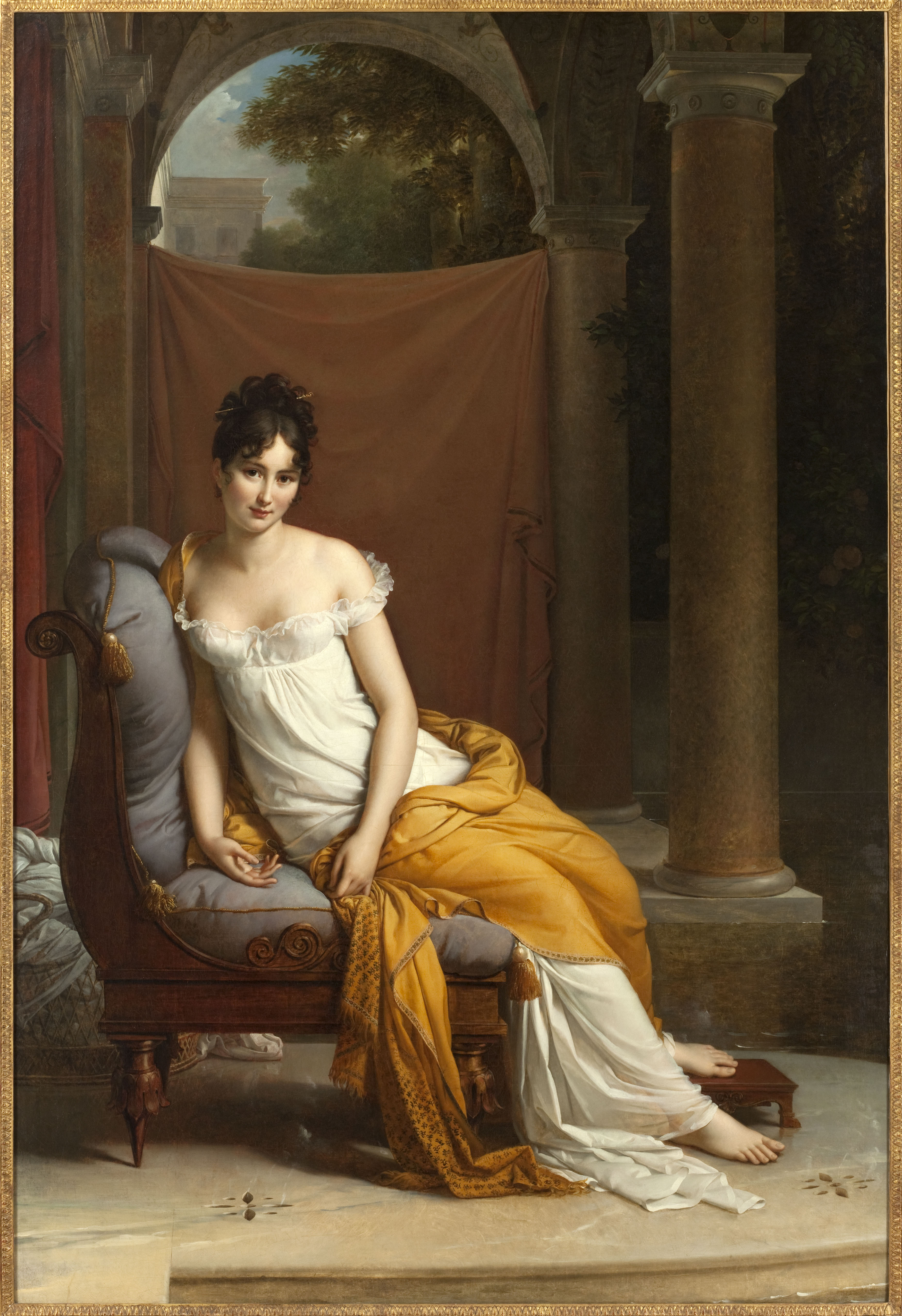
Madame Récamierová
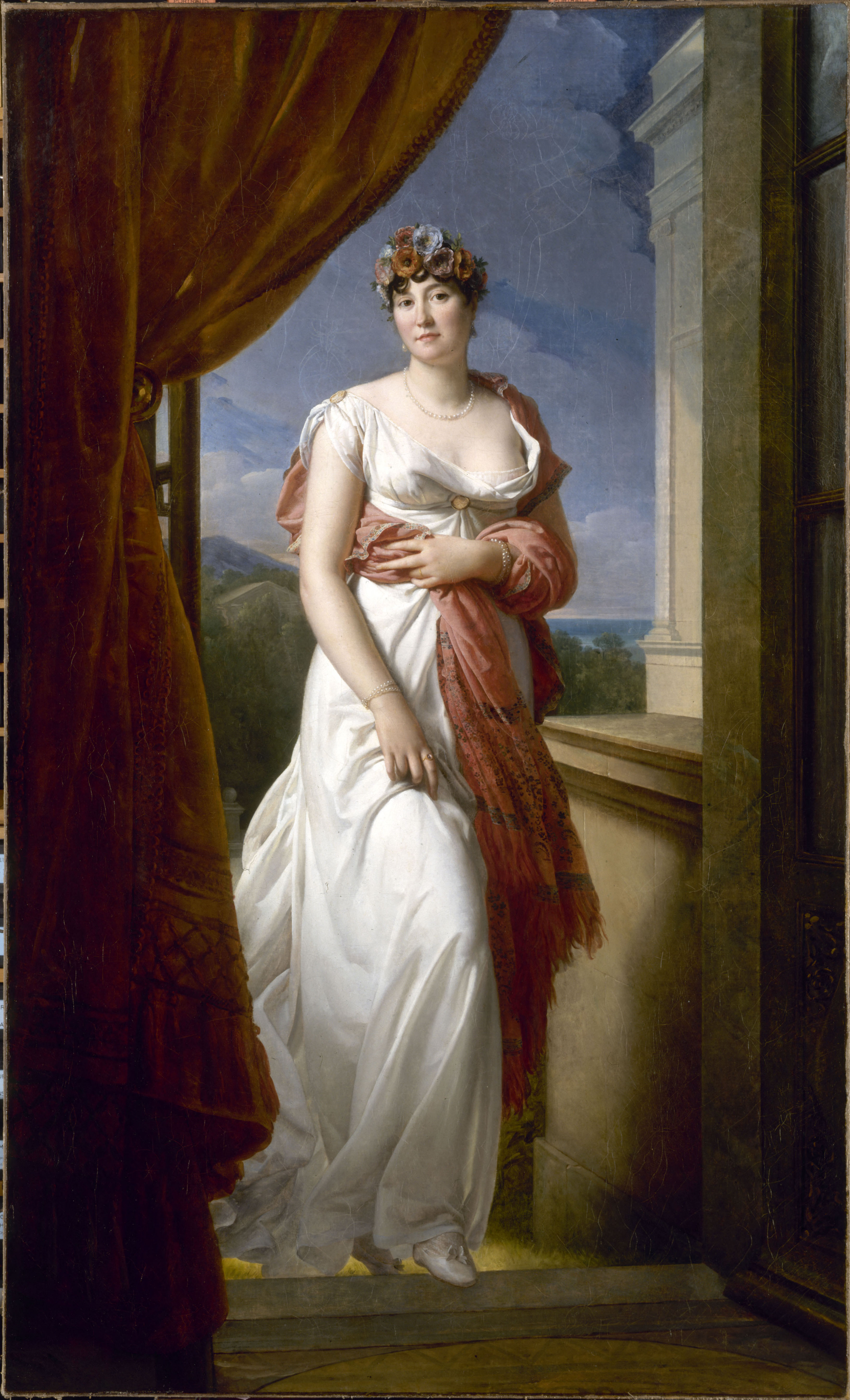
Madame Tallienová
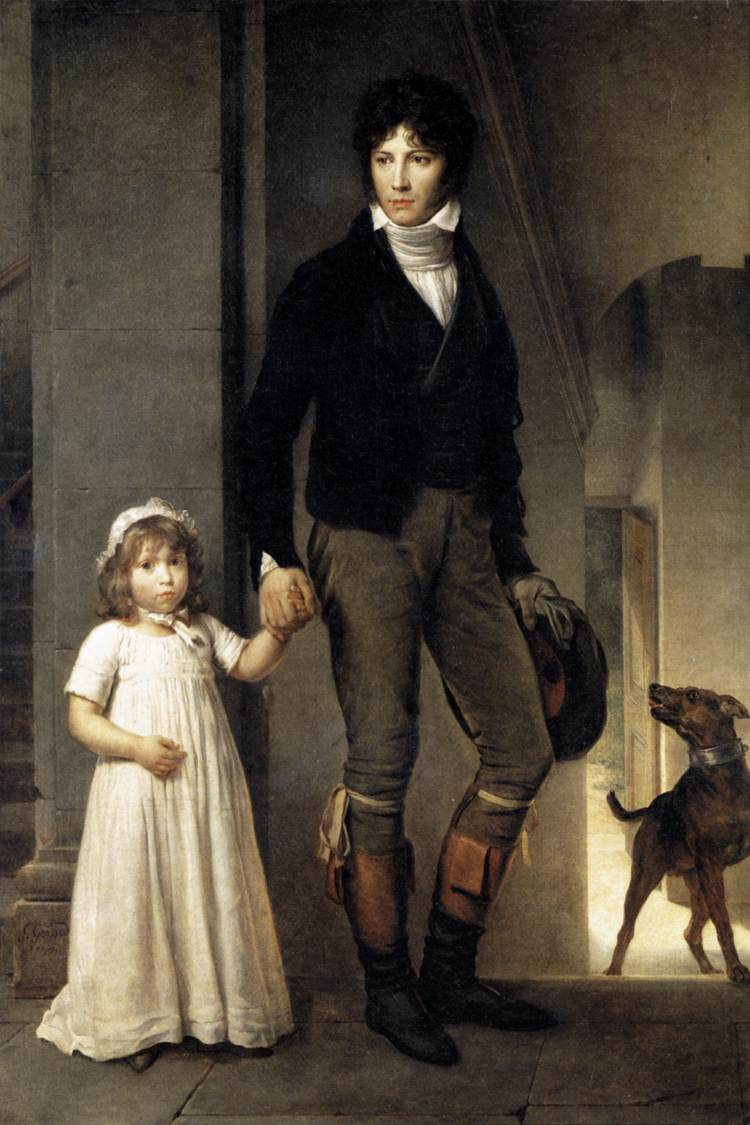
Isabey a jeho dcera
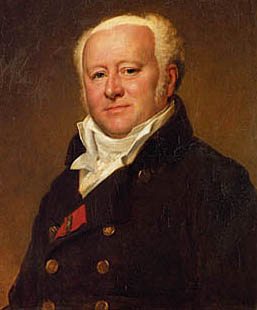
Jean-Nicolas Corvisart
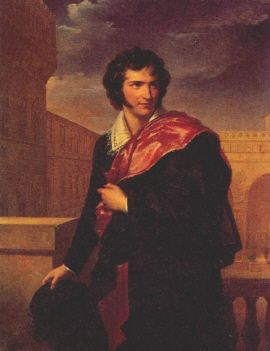
Italský básník Tommaso Sgricci (1789-1836), 1824
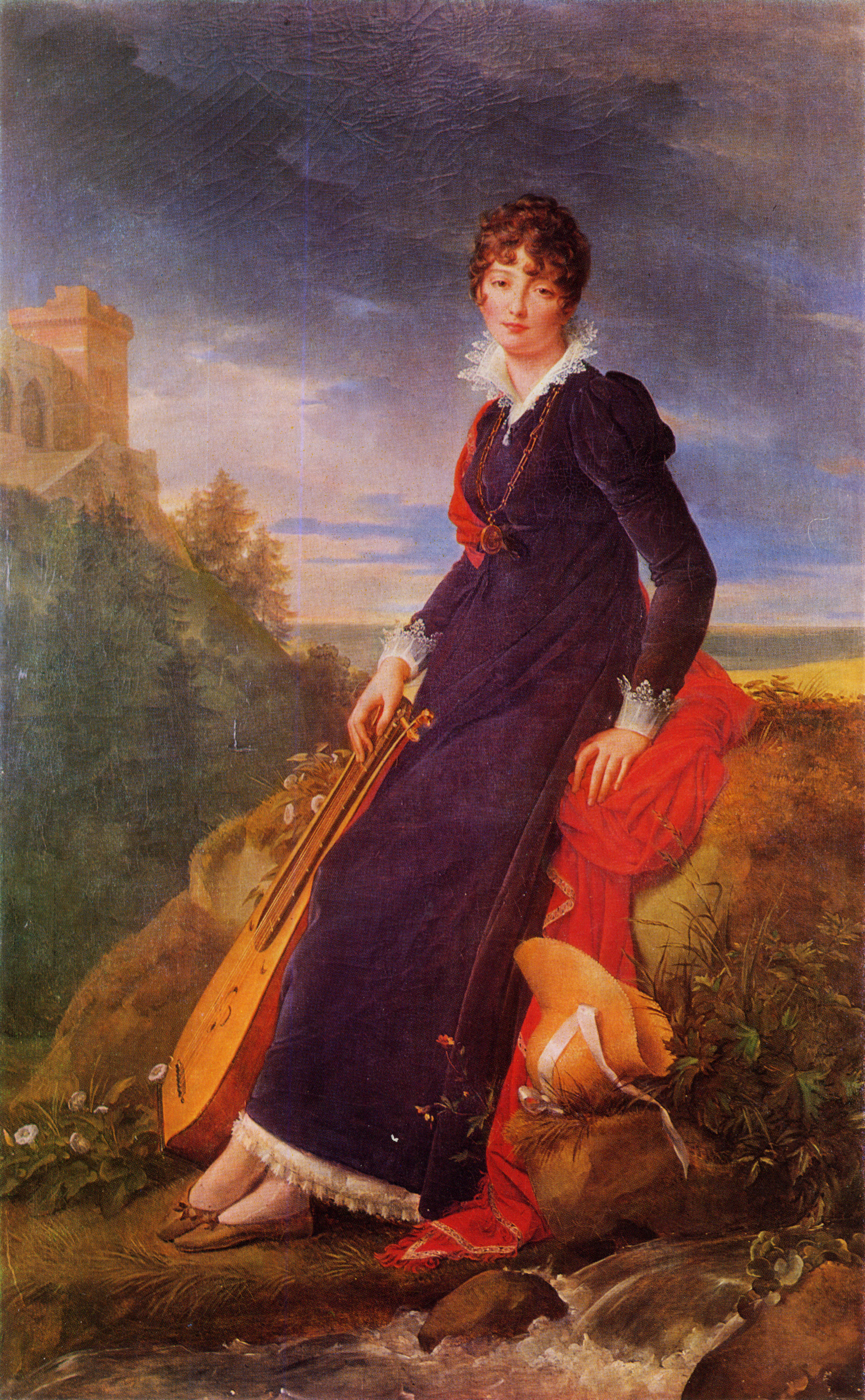
portrét Catherine Starzeńské
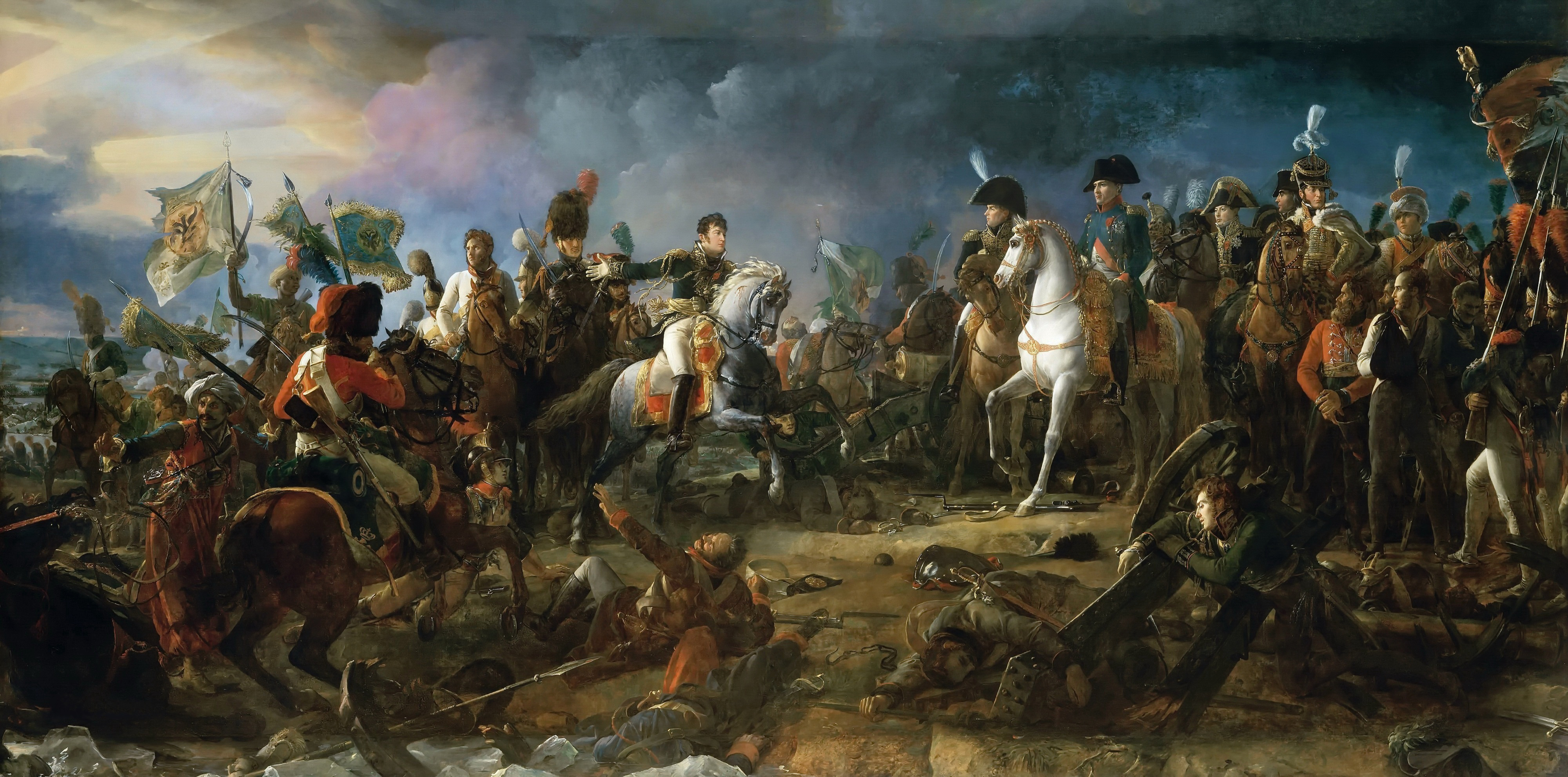
Bitva u Slavkova
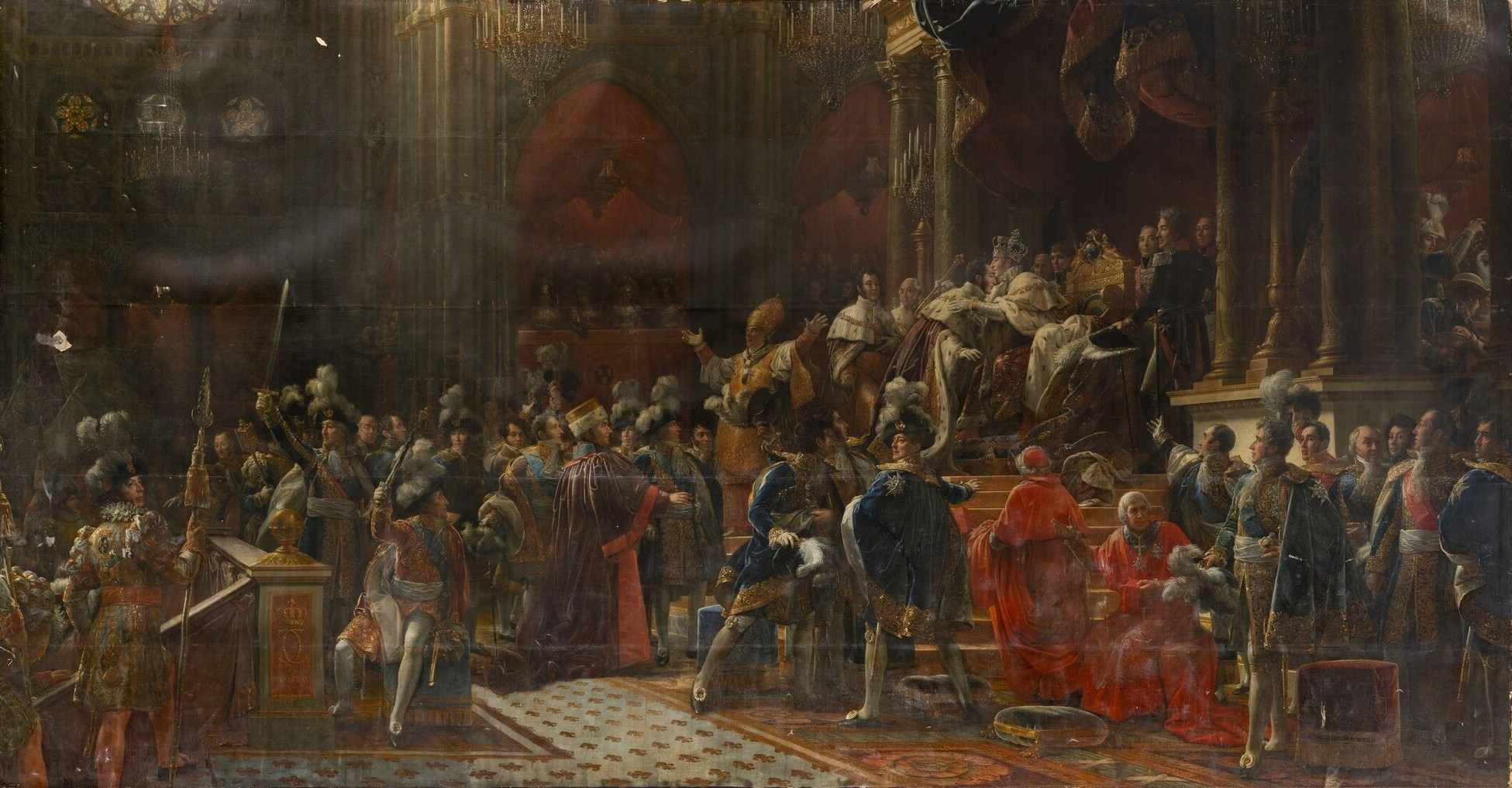
Korunovace Karla X.
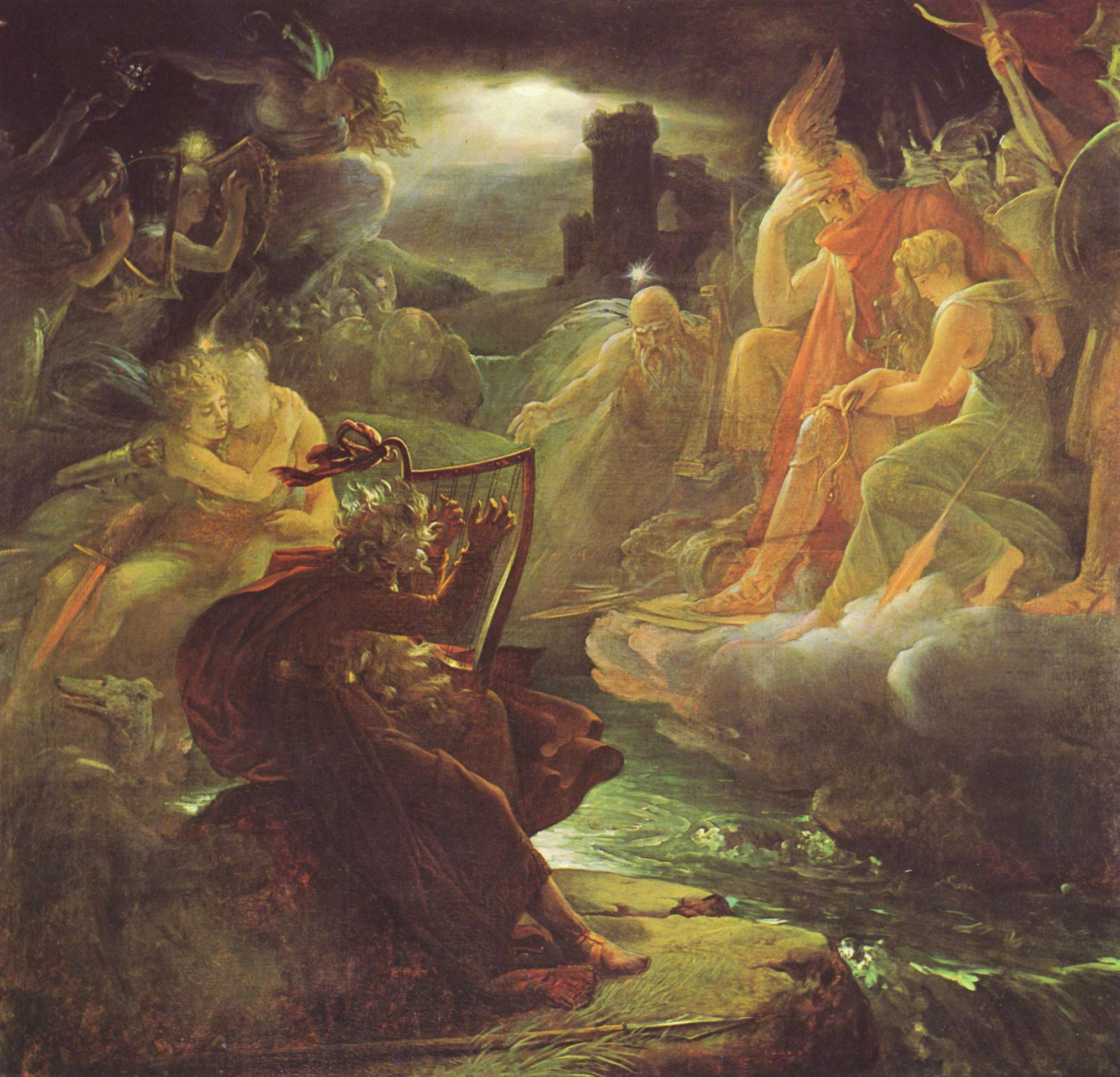
Ossian na břehu Lory probouzí zvukem své harfy duchy
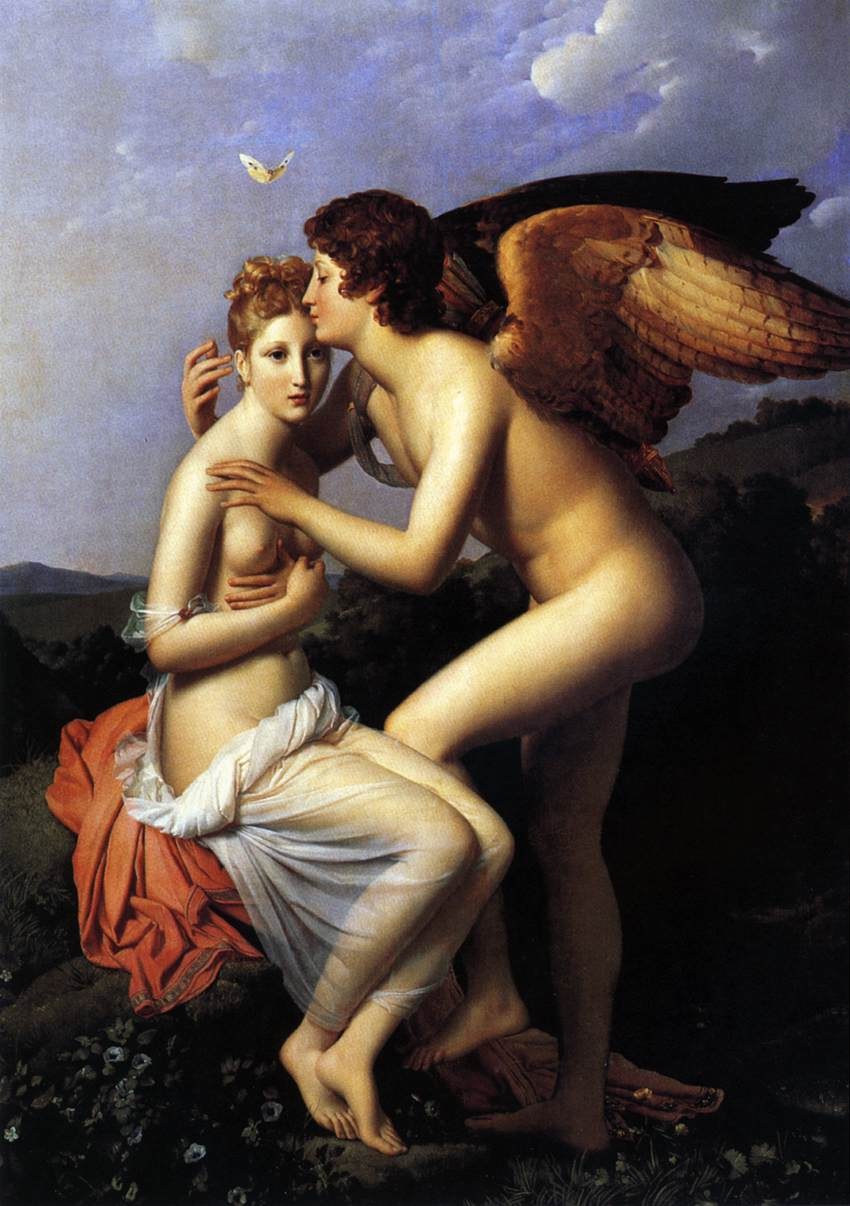
Amor a Psyché
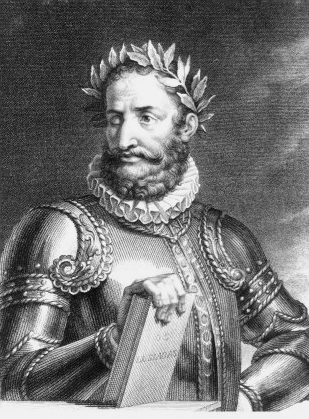
Luís Vaz de Camões